# Естадио Диего Армандо Марадона
 За другият стадион на името на Диего Марадона вижте Стадио Сан Паоло.  
Естадио „Диего Армандо Марадона“ (на испански: Estadio Diego Armando Maradona) е футболен стадион в квартал Ла Патернал в Централен Буенос Айрес, Аржентина.
На него играе домакинските си мачове „Архентинос Хуниорс“. Капацитетът на Естадио „Диего Армандо Марадона“ е 26 000 места.
Името му е дадено през 2004 г. в чест на бившия играч на Архентинос Диего Марадона, който прави своя професионален дебют тук през 1976 г., след обновяването на терена и в чест на стогодишнината на клуба.

## История
Преди изграждането на този стадион има друг на същото място, изработен от дърво, който е открит през 1940 г. Тъй като е малък и опасен, той е напуснат в началото на 80-те години и футболният отбор се премества по-близо до стадион Arquitecto Ricardo Etcheverri, в района на Кабалито. Идеята е да се построи модерен и по-голям стадион с 5 800 000 долара, които клубът получава от трансфера на Диего Марадона във ФК Барселона, но тези пари са инвестирани в изграждането на други терени в мултиспортния комплекс Las Malvinas, собственост на същия клуб, както и развитието на някои футболисти, за да успеят в националното първенство. Проектът на новия стадион трябва да изчака до следващото десетилетие.
През 1995 г. старият стадион е разрушен, но в същото време дълбока икономическа криза удря клуба за дълго време, забавяйки работата осем години. И накрая, през 2003 г. новият стадион е завършен и отворен на 26 декември. Шест месеца по-късно, отборът се завръща в аржентинската Първа дивизия, където се намира сега. Церемонията по откриването включва две футболни срещи между отбора от 1984 г., който печели първото национално първенство срещу отбора, спечелил втородивизионния турнир през 1997 г., и още един между аржентинския национален отбор до 20 г. и сборен отбор от някои от най-добрите играчи, излезли от юношеските гарнитури на клуба като Хуан Пабло Сорин, Естебан Камбиасо, Диего Пласенте, Карлос Мак Алистър, Клаудио Борги, Фабрицио Колочини, Леонел Ганседо и Серджо Батиста, заедно с някои други забележителни футболисти, играли в Архентинос, като Убалдо Филол. Лионел Меси дебютира с националния отбор на Аржентина до 20 г. на този стадион и вкарва първия си международен гол в приятелски мач срещу Парагвай на 29 юни 2004 г.